# 長畑匡紀
長畑匡紀（ながはた まさき）は日本の財務官僚。

## 来歴
東京大学法学部卒業。2008年 財務省入省（主計局総務課）。2011年7月 厚生労働省老健局高齢者支援課企画法令係長。2013年 カリフォルニア大学サンディエゴ校留学。2016年 大臣官房政策金融課長補佐。日本政策投資銀行を担当。効果的な制度設計・運用を行う。2017年7月8日 和歌山県総務部財政課長。2020年7月 主計局主計官補佐（厚生労働第五係主査）。2021年7月 主計局総務課長補佐（歳入・国債）。2022年7月 主計局法規課長補佐（総括）。

## 略歴
- 2008年4月：財務省入省（主計局総務課）[1]。
- 2009年：主計局法規課。
- 2010年：熊本国税局調査査察部国税調査官。
- 2011年7月：厚生労働省老健局高齢者支援課企画法令係長[2]。
- 2013年：留学（カリフォルニア大学サンディエゴ校）。
- 2015年7月：国税庁長官官房人事課長補佐。
- 2016年：大臣官房政策金融課長補佐。
- 2017年7月8日：和歌山県総務部財政課長。
- 2020年7月：主計局主計官補佐（厚生労働第五係主査）。
- 2021年7月：主計局総務課長補佐（歳入・国債）[3]。
- 2022年7月：主計局法規課長補佐（総括）[4]。